# Ас-Садис мин Уктубар
Ас-Садис мин Уктубар (на арабски: محافظة السادس من أكتوبر‎, 6 октомври) е бивша област в Египет в периода от 17 април 2008 до 14 април 2011 г. Административен център е бил гр. Мадинат ас-Садис мин Уктубар.
Преди нейното създаване и след нейното закриване е част от област Гиза.
Намирала се е в средната част на страната (Среден Египет), западно от Долината на Нил.
| Портал | Портал „Африка“ съдържа още много статии, свързани с Африка. Можете да се включите към Уикипроект „Африка“. |